# Arnolfo di Cambio

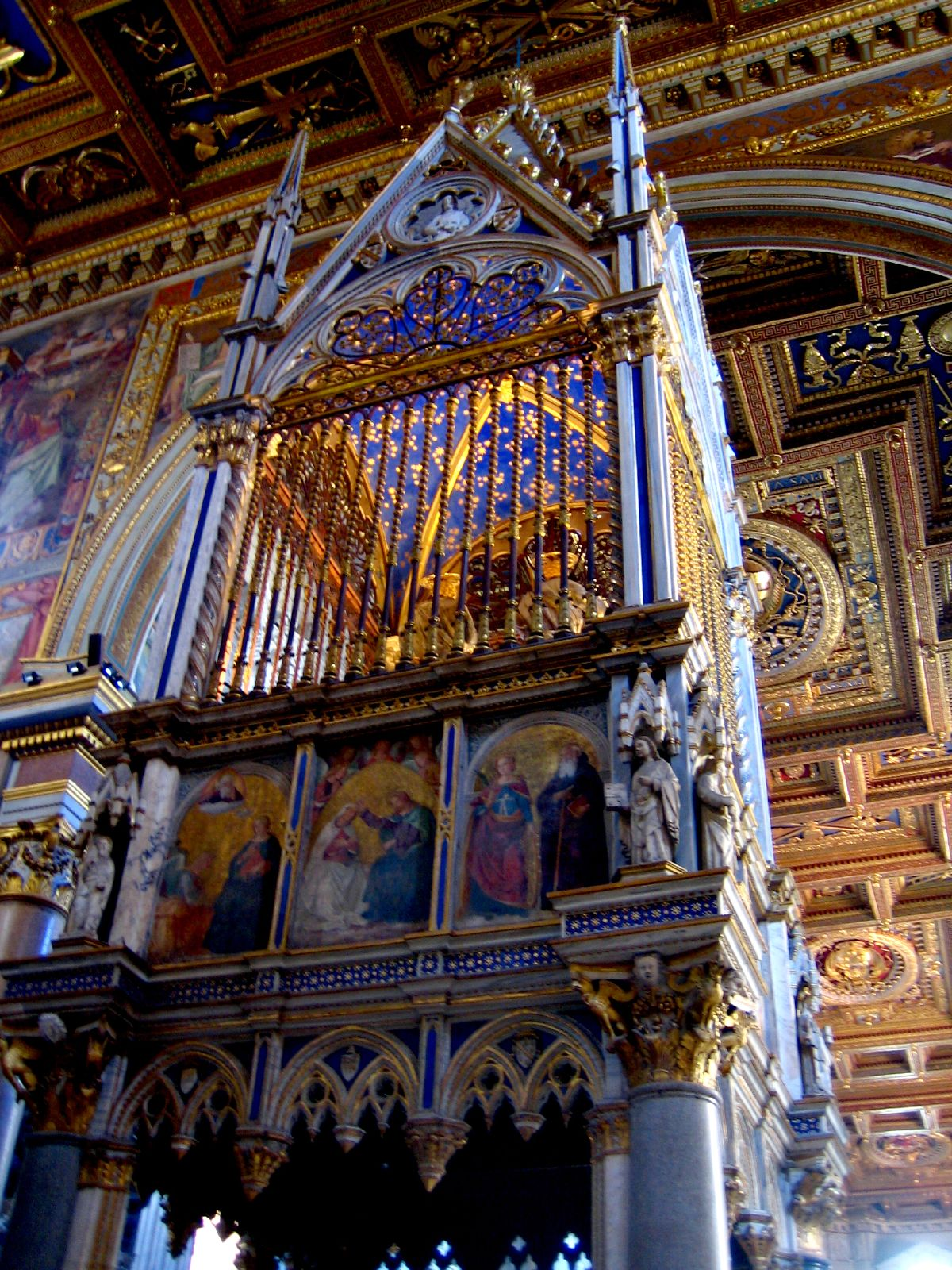
Jedno z dzieł Arnolfo di Cambio

Arnolfo di Cambio (ur. ok. 1240 w Colle di Val d’Elsa, zm. 1302 we Florencji) – włoski architekt i rzeźbiarz. Pochodził z  Toskanii. Był uczniem Nicoli Pisano.

## Życiorys
W 1265 Arnolfo di Cambio współpracował z Nicolą Pisano przy wykonaniu ambony w katedrze w Sienie. W latach 1266–67 zatrudnia go Karol I Andegaweński, dla którego wykonał między innymi portretową statuę. W 1282 ukończył nagrobek kardynała Guillaume de Braye w kościele św. Dominika w Orvieto. W latach 1285–93 pracował w Rzymie, wykonując m.in. statuę św. Piotra do bazyliki św. Piotra w Watykanie. Od 1294 mieszkał we Florencji, gdzie pracował głównie jako architekt.

## Prace

### Rzeźba
- Pomnik papieża Hadriana V (1276) – Viterbo
- Pomnik Riccardo Cardinal Annibaldi (1276) – bazylika św. Jana na Lateranie, Rzym
- Statua Karola I Andegaweńskiego (1277) – Muzeum Kapitolińskie, Rzym
- Fontanna Spragnionych Ludzi (Fontana Minore) – Perugia
- Grobowiec kardynała Guillaume de Braye (1282) – Orvieto
- Pomnik papieża Bonifacego VIII – Muzeum dell’Opera del Duomo – Florencja
- Madonna o szklanych oczach[1] - Muzeum dell’Opera del Duomo - Florencja

### Architektura
- Katedra Santa Maria del Fiore, Florencja